# Houseker
Houseker is de begeleider van  Kleeschen (Sinterklaas) in Luxemburg.
In Ösling werd de figuur aangeduid met Housécher Bock en in Echternach met Husiger of Husiger Man. Houseker wordt ook wel Hǒséker of Husiker genoemd. In de omgeving van Saarburg en Vianden is de figuur bekend als Pelzebock. In een groot deel van Luxemburg wordt hij ook eenvoudig als Schwarze Mann aangeduid. 
In tegenstelling tot Kleeschen, draagt Houseker geen mijter maar alleen een jas. Waar de brave kinderen beloond worden met sinaasappelen, noten en geschenken, worden de ondeugende kinderen gestraft door Houseker. Houseker rammelt ook met kettingen en draagt een roe en zak over de schouder. Steeds gaat hij in zwarte losse klederen gekleed met het gezicht bedekt of zwart geschminkt. 